# N391 (België)
De N391 en N391a is een gewestweg in België tussen Kortrijk (N8) en Celles. De weg bestaat uit twee delen. Tussen Zwevegem-Knokke en Avelgem wordt de weg onderbroken. Er zijn wel plannen om het ontbrekende stuk aan te leggen.
Het gedeelte tussen Kortrijk en Zwevegem-Knokke is 6,6 kilometer lang en heeft als wegnummer N391.
Het gedeelte tussen Avelgem en Celles is ongeveer 8 kilometer lang en heeft als wegnummer N391a.
In 2009 werd een brug over het kanaal Bossuit-Kortrijk geopend om de dorpskern van Zwevegem te ontsluiten.
De gehele weg bestaat uit twee rijstroken voor beide rijrichtingen samen.

## Plaatsen langs N391 en N391a
- Kortrijk
- Zwevegem
- Harelbeke
- Zwevegem-Knokke
- Avelgem
- Escanaffles
- Celles

## N391b
De N391b is een 665 meter lange route over de Blokkestraat in Harelbeke. De weg begint bij de N391 en eindigt bij de grens van de plaats Zwevegem.